# SIGAINT
SIGAINT é um serviço de correio eletrônico anônimo e oculto da Deep Web. Funciona através do navegador Tor e foi criado para oferecer segurança a jornalistas e ativistas na Internet.
O serviço foi recomendado por vários especialistas em segurança como um serviço de e-mail altamente seguro.